# Speyeria clara
Speyeria clara — вид денних метеликів родини сонцевиків (Nymphalidae).

## Поширення
Вид поширений в Кашмірі, Гімалаях, Тибеті та Сіккімі.